# Call of Duty: World at War (Nintendo DS)
Call of Duty: World at War – wersja Call of Duty: World at War na konsolę Nintendo DS wyprodukowana przez n-Space.

## Rozgrywka
Call of Duty: World at War rozgrywa się podczas II wojny światowej. Gracz może walczyć na wschodnioeuropejskim i azjatyckim froncie.